# جشنواره فیلم سیتخس
جشنواره فیلم سیتخس (کاتالونیایی: Festival Internacional de Cinema Fantàstic de Catalunya) یک جشنواره فیلم کاتالان و یکی از جشنواره‌های قابل توجه در اروپا است.